# Phaenognatha jenae
Phaenognatha jenae är en skalbaggsart som beskrevs av Peter Geoffrey Allsopp 1981. Phaenognatha jenae ingår i släktet Phaenognatha och familjen Aclopidae. Inga underarter finns listade i Catalogue of Life.